# Ялцовка
Ялцовка (укр. Ялцівка; ранее Ялцевка) — село в Коростенском районе Житомирской области на Украине, входит в состав Малинской городской общины. Население по переписи 2001 года составляет 220 человек. Занимает площадь 1,025 км².
Село входит в перечень населённых пунктов, отнесённых к зонам радиоактивного загрязнения вследствие чернобыльской катастрофы, и относится к зоне усиленного радиоактивного контроля.

## Ссылки

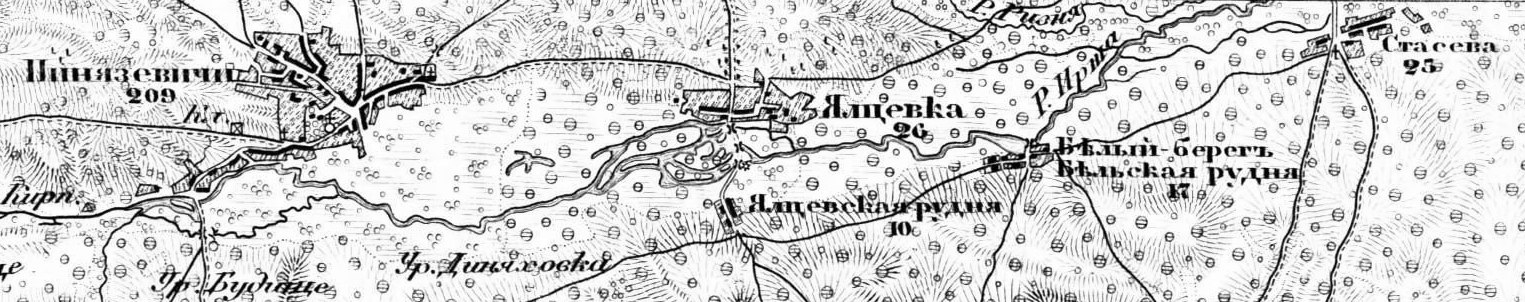
Ялцовка на российской карте 1868 года

## История
Село Ялцовка основано 1589 году.
По данным переписи населения